# Arsène Wenger
Arsène Wenger (Strasbourg, 1949. október 22. –) francia labdarúgó, labdarúgóedző, 1996 és 2018 között az Arsenal vezetőedzője volt. 2018. május 13-án ült utoljára az Arsenal kispadján vezetőedzőként, a Huddersfield elleni idegenbeli mérkőzésen a csapat egy 1–0-s győzelemmel búcsúzott el tőle. A trófeák tekintetében az Arsenal legsikeresebb edzője, míg a lejátszott meccseket tekintve a klubban leghosszabb ideig dolgozó edző. Wenger az egyetlen nem brit edző Josep Guardiola mellett, akinek sikerült egy szezon alatt megnyernie a Premier League-t és az FA Kupát, mégpedig 1998-ban és 2002-ben. 2004-ben pedig az FA Premier League történetében egyedülálló módon sikerült veretlenül megnyernie az angol bajnokságot. Wengert széles körben a világ egyik legjobb labdarúgóedzőjének tartják azok után a sikerek után, amelyeket az AS Monaco-val és az Arsenallal ért el. Wengernek van egy diplomája tervezésből és egy egyetemi diplomája közgazdaságtanból. Emellett folyékonyan beszél franciául, elzászi nyelven, németül és angolul, valamint egy kevéssé beszél olaszul, spanyolul és japánul. A Brit Birodalom Rendje (OBE) kitüntetés birtokosa.

## Magánélete
Az elzászi származású Wenger egy Strasbourghoz közeli kis faluban Duttlenheim-ben nőtt fel. Apja, Alphonse Wenger és anyja, Louise az Aranykereszt nevű vendéglőt vezették, ez volt a Duttlenheim nevű helyi futballklub székhelye. A vendéglőbe főleg futballrajongók jártak, ez közrejátszott abban, hogy Wenger hamar megszerette a labdarúgást. Wenger apjának a vendéglő mellett még egy autóalkatrész-kereskedése is volt. Wengernek van egy nővére és egy bátyja. Wenger jelenleg Totteridge-ben él feleségével és lányával.

## Pályafutása

### Játékosként
Már 16 évesen leigazolt az FC Duttlenheimbe. Játékoskarrierjének következő állomáshelye, az AS Mutzig lett, ezzel a csapattal egyszer veretlenül nyerte meg a harmadik vonal egyik csoportját. 1973-ban az FC Mulhouse csapatához került, onnan a Pierrots Vauban Strasbourg-hoz, majd a környék legjobb klubjához, az RC Strasbourghoz, amelyet akkoriban az ország egyik legerősebb klubjaként tartottak számon. Első profi szerződését itt kapta meg 28 évesen.
Miközben amatőr klubokban játszott folytatta tanulmányait és 1971-ben megszerezte az egyetemi diplomáját.
1978-ban a Monaco ellen debütált az RC Strasbourgban.
1979-ben nagy meglepetésre az RC Strasbourg megnyerte a francia bajnokságot. Wenger mindössze két meccsre fért be középpályásként a gárdába, annak ellenére, hogy eredetileg védő volt.
Az RC Strasbourgban Wenger csapattársa volt Lóránd Dezső. Az egykori kapus így emlékezett meg róla:
| „ | Nem volt kiemelkedő képességű futballista, de két tulajdonságát nem lehetett nem észrevenni. Rendkívül intelligens volt és céltudatos. | ” |
| – | |   |

Játékoskarrierje mindössze 1981-ig tartott, amikor is edzői diplomát szerzett és a Strasbourg utánpótlás-igazgatója lett. A Strasbourgban töltött évei alatt csupán 13-szor lépett pályára.
Edzőként
1984-1994: Nancy, Monaco
Wenger 1984-87 között a Nancy vezetőedzője volt. Tehetsége annak ellenére is nyilvánvaló volt, hogy csapata kiesett a francia első osztályból 1987-ben. Ezt követően talán némi meglepetésre leszerződtette őt az AS Monaco. Wenger már rögtön az első szezonjában elhódította a bajnoki címet a csapattal, a következő évben pedig bejuttatta a gárdát a hazai kupasorozat döntőjébe. A harmadik idényben már sikerült elhódítani a francia kupát is. A 93-94-es szezonban a Monaco a legjobb négyig jutott a BEK-ben, Wenger eredményei pedig felkeltették a Bayern érdeklődését. A francia a maradás mellett döntött, ugyanakkor a gyenge szezonkezdet, valamint a bundabotrány kirobbanása arra késztették az elzászi mestert, hogy 94 szeptemberében elhagyja az országot.
1994–1996: Nagoja Grampus Eight
Wenger a franciaországi sikerei után némi meglepetésre Japánban vállalt munkát. Az új csapatával való közös munka egyáltalán nem indult zökkenőmentesen, ezért Wenger stílusváltást eszközölt, melynek eredménye egy második hely lett a bajnokságban. Ezt követően sikerült elhódítani a Japán Kupát, illetve Szuperkupát is. 96-ban az Arsenal megkeresésére már nem tudott nemet mondani, így két esztendő után elhagyta a Nagoját.
1996-2018: Arsenal
1996-1997: Az első szezon
Wenger első angliai szezonjában jó néhány változtatást eszközölt a csapat korábbi taktikáján és felállásán. Elképzeléseit eleinte nem nézték jó szemmel a játékosok, ugyanakkor az eredmények, valamint a menedzser személyisége segítette összekovácsolni a csapategységet. A szezon végén a harmadik helyen zárt az Arsenal. Újításként hatottak Wenger elképzelései az egészséges életmódról – francia új étrendet vezetett be, valamint a minimumra csökkentette a játékosok esténkénti alkohol fogyasztását.  
1997-2001: Korai sikerek
A 97-98-as szezont jól kezdte az Arsenal, ugyanakkor novemberben mindössze csak egy győzelmet tudtak felmutatni, melynek hatására a Manchester United el tudott húzni. Két hónappal a bajnokság vége előtt még egyértelműen a vörös ördögök voltak az esélyesek, ugyanakkor a Wenger-csapat formája egyre csak javult. Az Old Traffordon a bajnoki döntőnek tekinthető meccsen az Arsenal nyert 1-0-ra, majd a további győzelmek végül bajnoki címhez is vezettek. Ezen felül az ágyúsok az FA Kupát is elhódították, Wenger tehát második szezonjában rögtön duplázni tudott a hazai porondon.  A következő években az Arsenalnak nem sikerült címeket nyernie. A bajnokságban folyamatosan a második helyre szorultak, a BL-ben pedig mindig hamar kiestek, igaz, az UEFA kupát majdnem sikerült megnyerniük – csak büntetőkkel maradtak alul a Galatasaray-jal szemben 
2001-2006: Út a veretlenségig, a Highbury korszak vége
A csapat összeállítása jelentősen megváltozott az UEFA kupa döntőjének elvesztését követően. Robert Pirès és Fredrik Ljungberg alapemberekké váltak, Sol Campbell ingyen érkezett a városi rivális Tottenham Hotspur FC csapatából, Lauren, Ashley Cole és Giovanni van Bronckhorst pedig poszttársaik segítségével fejlődtek egyre látványosabban. A 2001/02-es szezonban az Arsenal idegenben veretlen maradt, minden mérkőzésen szerzett legalább egy gólt, s ez a teljesítmény immár a második bajnoki aranyéremben manifesztálódott a Wenger-korszakban. Az utolsó előtti fordulóban Sylvain Wiltord góljával nyertek az Ágyúsok a legnagyobb rivális Manchester United ellen, az FA Kupa döntőjében pedig a Chelsea-t szárnyalták túl 2-0 arányban.
Ugyan Wenger már teljes veretlenséget jósolt a következő szezonra, mindez csak egy évvel később következett be, 2003-ban nem sikerült a címvédés a bajnokságban – ennek ellenére az FA Kupában ismét összejött a végső diadal. A 2003/04-es Premier League kiírásban viszont már egy tökéletes Arsenalt láthatott mindenki, amely veretlenül csinálta végig a szezont.
A csapat 2005-ben már leszorult a második helyre, igaz, az FA Kupa ismét az Ágyúsokhoz került – a döntőben tizenegyesekkel sikerült felülmúlni a Manchester Unitedet. A 2006-os szezon volt az utolsó, mikor az Arsenal a Highburyben játszotta a hazai mérkőzéseit. A bajnokságban a csapat Wenger irányítása óta először nem volt dobogón a csapat – a negyedik helyen végeztek. A Bajnokok Ligájában viszont fantasztikus menetelést élhettek át a szurkolók. Az Arsenal az egész, egyenes kieséses szakaszban nem kapott gólt, pedig olyan csapatokkal kellett megküzdenie, mint a Real Madrid CF, Juventus FC és a Villarreal CF. A döntőben aztán Jens Lehmann (labdarúgó) kiállítása nagyban megnehezítette az Arsenal dolgát és ugyan jó ideig még így is 1-0-ra vezettek, az FC Barcelona végül megfordította az állást és 2-1-re diadalmaskodott a BL döntőben. 
2006-2011: Átmeneti időszak
Wenger szerint az új, Emirates stadion létfontosságú volt annak érdekében, hogy néhány éven belül az Arsenal már a legnagyobbakkal lehessen egy lapon említhető. A stadion építés viszont jelentősen megkötötte Wenger kezét az átigazolási piacon, akinek így jó néhány kulcsjátékosát el kellett adnia és a saját fiataljaira kellett építenie. 2007-ben a csapat ismét a negyedik helyen végzett a bajnokságban. Nyáron aztán tulajdonosváltás történt a klubnál, melyet Thierry Henry távozása követett. Wenger mindezek ellenére kitartott szeretett csapata mellett és ugyan februárig még vezették is a bajnokságot, Eduardo sérülése után lecsúsztak a harmadik helyre. A következő idényben már a fiatal Cesc Fàbregas volt a csapatkapitány. A gárda visszacsúszott a negyedik helyre a bajnokságban, valamint a BL-ben és az FA Kupában is a legjobb négy között fejezte be a küzdelmeket. Mindezt egy harmadik és egy negyedik hely követte a Premier League-ben, utóbbi idény megspékelve egy elveszített Ligakupa döntővel.
2011-2018: Újjáépítés, trófeák és a befejezés
A 11/12-es idénykezdet cseppet sem sikerült jól. Először is a csapatkapitány, Cesc Fàbregas elhagyta a klubot az FC Barcelona, Gaël Clichy és Samir Nasri pedig a Manchester City FC kedvéért, ennek következtében viszont a csapat az első hét meccséből négyet elveszített. Néhány hónap után azonban kialakult a harmónia a kereten belül, és végül sikerült a harmadik helyen zárni az évet. A legeredményesebb játékos Robin van Persie volt, aki 37 alkalommal zörgette meg az ellenfelek hálóját az első, komolyabb sérülésektől mentes szezonjában. Fabregas távozását követően ő is volt a csapatkapitány, azonban a spanyolhoz hasonlóan ő sem volt elégedett az együttes teljesítményével, így a trófeaszerzés érdekében az idény végén ingyen igazolt a Manchester Unitedhez. 2013-ban az Arsenal az utolsó fordulóban futott csak be a negyedik helyre.
2013 augusztusának végén megérkezett a csapathoz a korábbi Real Madrid CF játékos, Mesut Özil. A bajnokságban nem sikerült előrébb jutni, ugyanakkor hosszú évek után ismét sikerült elhódítani az FA Kupát. A 14/15-ös idényt egy Community Shield győzelemmel indították az ágyúsok, majd egy FA Kupa címvédéssel fejezték be, a Premier League-et pedig a harmadik helyen zárták. Ebben a szezonban már az Ágyúsoknál brillírozott a korábbi FC Barcelona játékos, Alexis Sánchez. A 15/16-os kiírásban szinte az összes nagycsapat jelentősen alulteljesített, melynek következtében a Leicester City FC lett a bajnok – az Arsenal nem tudott élni a lehetőséggel és csak a második helyen végzett. 17-ben az együttes hosszú évek után nem jutott be a legjobb négy közé a bajnokságban, az ötödik hely csupán Európa Liga indulást ért a következő idényben. Az FA Kupa megnyerése talán tompíthatta a szurkolók fájdalmát.
A 2017/18-as volt Wenger utolsó szezonja az Arsenal élén. Augusztusban megszerezte utolsó trófeáját a klubnál, amely a Community Shield volt. Tavasszal lett volna esélye még egyre, de a Manchester City FC túl erősnek bizonyult a Ligakupa döntőben. A gárda a hatodik helyen fejezte be a bajnokságot, és ugyan az Európa Liga megnyerésével sikerülhetett volna kvalifikálni a jövő évi BL kiírásra, az Atlético de Madrid jobb volt az elődöntőben.
Wenger huszonkét évig volt az Arsenal menedzsere, csapata játszott egy BL és egy UEFA Kupa döntőt, hétszer nyerte meg a legrangosabb hazai kupasorozatot, az FA Kupát, ugyanennyiszer a Szuperkupát, vagyis a Community Shield-et, valamint háromszor a bajnokságot, ráadásul 2004-ben, azóta is egyedülálló módon, veretlenül.

## Játékos statisztikái

### Klubokban
| Klub             | Szezon            | Liga               | Liga            | Liga  | Kupa            | Kupa  | Európai         | Európai | összesen        | összesen |
| Klub             | Szezon            | Bajnokság          | Pályára lépések | Gólok | Pályára lépések | Gólok | Pályára lépések | Gólok   | Pályára lépések | Gólok    |
| ---------------- | ----------------- | ------------------ | --------------- | ----- | --------------- | ----- | --------------- | ------- | --------------- | -------- |
| Mutzig           | 1969–70           | CFA                |                 |       |                 |       | —               | —       |                 |          |
| Mutzig           | 1970–71           | Division 3         |                 |       |                 |       | —               | —       |                 |          |
| Mutzig           | 1971–72           | Division 3         |                 |       |                 |       | —               | —       |                 |          |
| Mutzig           | 1972–73           | Division 3         |                 |       | 3               | 1     | —               | —       | 3               | 1        |
| Mutzig           | összesen          | összesen           |                 |       | 3               | 1     | —               | —       | 3               | 1        |
| FC Mulhouse      | 1973–74           | Ligue 2            | 25              | 2     |                 |       | —               | —       | 25              | 2        |
| FC Mulhouse      | French Division 2 | Ligue 2            | 31              | 2     |                 |       | —               | —       | 31              | 2        |
| FC Mulhouse      | összesen          | összesen           | 56              | 4     |                 |       | —               | —       | 56              | 4        |
| ASPV Strasbourg  | 1975–76           | Bas-Rhin           |                 |       | 3               | 1     | —               | —       | 3               | 1        |
| ASPV Strasbourg  | 1976–77           | Division d'Honneur |                 |       | 5               | 0     | —               | —       | 5               | 0        |
| ASPV Strasbourg  | 1977–78           | Division 3         |                 |       |                 |       | —               | —       |                 |          |
| ASPV Strasbourg  | összesen          | összesen           |                 |       | 8               | 1     | —               | —       | 8               | 1        |
| RC Strasbourg    | 1978–79           | Ligue 1            | 2               | 0     |                 |       | 1               | 0       | 3               | 0        |
| RC Strasbourg    | 1979–80           | Ligue 1            | 1               | 0     |                 |       |                 |         | 1               | 0        |
| RC Strasbourg    | 1980–81           | Ligue 1            | 8               | 0     | 1               | 0     | —               | —       | 9               | 0        |
| RC Strasbourg    | összesen          | összesen           | 11              | 0     | 1               | 0     | 1               | 0       | 13              | 0        |
| Karrier összesen | Karrier összesen  | Karrier összesen   | 67              | 4     | 12              | 2     | 1               | 0       | 80              | 6        |

## Edzői statisztika
2018. május 13-án lett frissítve.
| AS Nancy             | francia  | 1984. július 1.  | 1987. július 1.      | 114  | 33  | 30  | 51  | 28.95 |
| AS Monaco            | francia  | 1987. július 1.  | 1994. szeptember 17. | 266  | 130 | 53  | 83  | 48.87 |
| Nagoja Grampus Eight | japán    | 1995. február 1. | 1996. szeptember 30. | 87   | 49  | 4   | 34  | 56.32 |
| Arsenal              | angol    | 1996. október 1. | 2018. május 13.      | 1235 | 707 | 280 | 248 | 57.25 |
| összesen             | összesen | összesen         | összesen             | 1702 | 919 | 367 | 416 | 54    |